# Prosopis hassleri
El algarrobo paraguayo o algarrobo del Chaco (Prosopis hassleri) es una especie arbórea perteneciente al género de fabáceas Prosopis. Habita en regiones chaqueñas del centro-sur de Sudamérica.  

## Distribución
Se distribuye en regiones semitropicales del norte de la Argentina y el chaco paraguayo, siendo un elemento característico del chaco húmedo o chaco oriental, tanto en el bosque clímax de como de las sabanas y palmares.

## Características
Es un árbol flexuoso, de 6 a 10 m de altura, poco espinoso o glabro, de hojas generalmente uniyugadas. Las flores se presentan en racimos de una longitud de entre 6 y 12 cm de largo , con los pétalos y ovario de color blanco. El fruto es una legumbre subfalcada de color amarillo pajizo. Desarrolla sistemas radiculares profundos. Su madera es densa, dura y durable.

## Taxonomía
Prosopis hassleri fue descrito en el año 1909 por el botánico alemán Hermann Harms.
Etimología
Etimológicamente, el nombre genérico Prosopis proviene del griego antiguo y podría significar ‘hacia la abundancia’ ("pros" = ‘hacia’ y "Opis" = ‘diosa de la abundancia y la agricultura’). El nombre específico hassleri refiere al naturalista, botánico y médico suizo Emil Hassler, de larga trayectoria en el Paraguay. 